# 最棒了唷
《最棒了唷》（日语：／ Saikōkayo）是日本女子偶像組合HKT48的第8張單曲，於2016年9月7日由EMI RECORDS/UNIVERSAL MUSIC發行。單曲是Erika健康道場「HKT48×優光泉」
、常盤藥品工業「滑溜本舗 保濕LINE」和九州朝日放送的福岡黃蜂對甲府風林的日職賽事的廣告歌。

## 概要

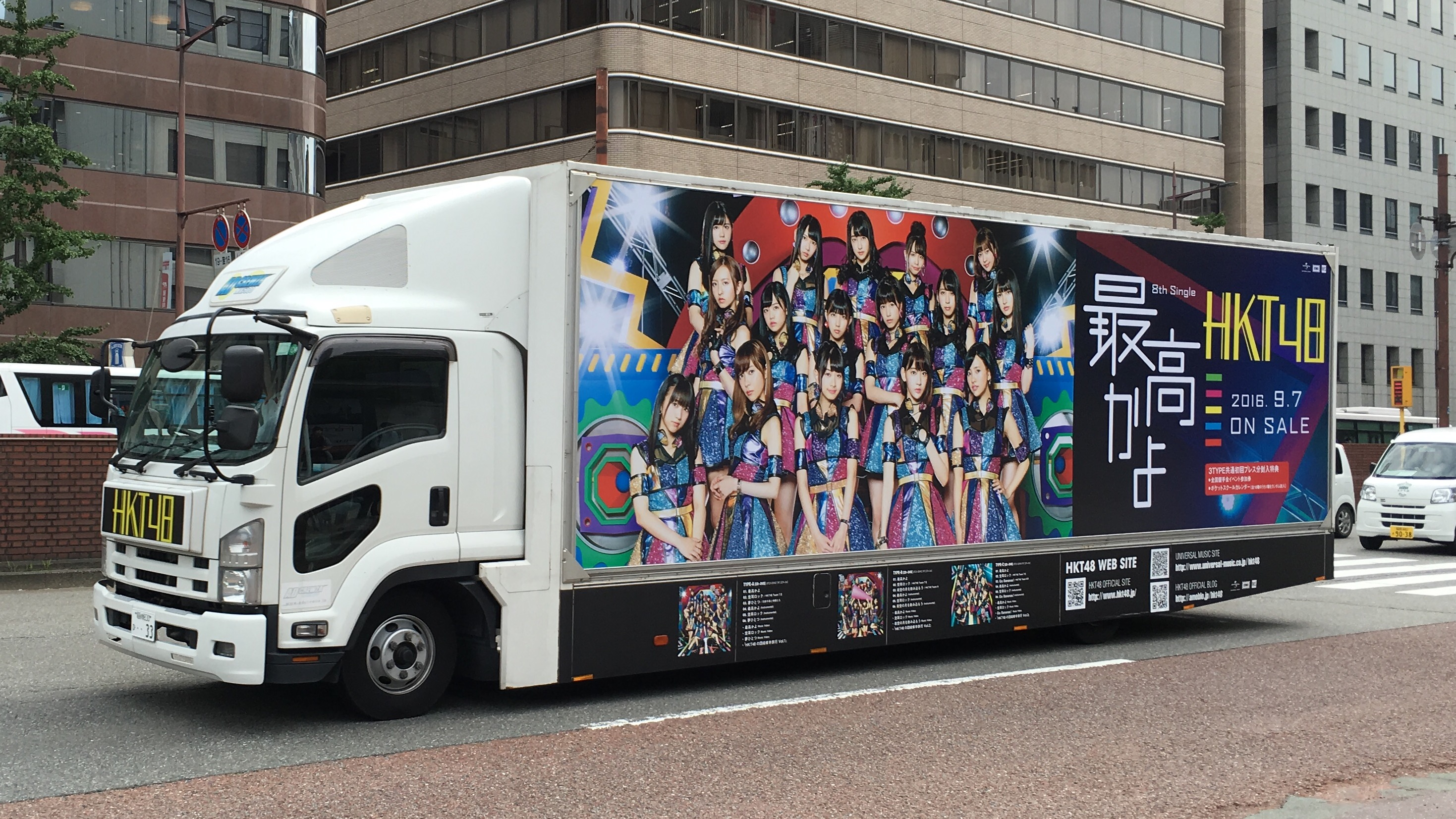
《最棒了唷》的廣告宣傳車
（福岡市中央區天神〈昭和通 (福岡市)〉）

單曲分為Type-A、Type-B、Type-C和劇場版，《最棒了唷》、《空耳搖滾》和《最棒了唷（MIX LESS VER》（Secret Track）收錄了於所有版本，《最棒了唷》和《空耳搖滾》的音樂錄影帶則收錄於劇場版以外的所有版本。劇場版收錄了《女孩啊，必須全力奔跑！》；《夢一場》及其音樂錄影帶、《HKT48的團結修學旅行 Vol.1》收錄於Type-A；《把夜空的月亮吞下》及其音樂錄影帶、《HKT48的團結修學旅行 Vol.2》收錄於Type-B；《Go Bananas!》及其音樂錄影帶、《HKT48的團結修學旅行 Vol.3》收錄於Type-C。劇場版以外所有版本均有全國握手會參加券和迷你月曆，劇場版則是個別握手會的參加券。
共通CW曲《空耳搖滾》是在2016年3月30日成立的Team TII的第一首原創歌曲。Type-A收錄曲《夢一場》則是於2016年7月31日離隊的穴井千尋的畢業歌，演唱成員是以「穴井千尋和同伴們」名義的HKT48的1期生和兩名從AKB48移籍過來的成員。TYPE-B、C分别收录了Team H和Team KIV的歌曲。劇場版收錄曲《女孩啊，必須全力奔跑！》是松岡花的獨唱曲。
音樂錄影帶方面，單曲的導演是ZUMI。音樂錄影帶分為外景和歌唱兩部分，外景部分則是新日本職業摔角的老虎面具、中華料理店和甜品店等的人聲，由成員拿住收音器材走遍大街小巷收集大家MIX的聲音，歌唱部分則是畫面部分展示了巨型的MIX字樣，舞蹈動作多為手腳大幅郁動，亦加入了御宅藝。
為了紀念單曲刷新自己於Oricon公信榜保持的女性藝人自出道後連續取得CD週榜冠軍的紀錄，特別製作了另一款單曲音樂錄影帶，在HKT48的官方Youtube頻道中公開，並且邀請了90名人士參與和音和喊CALL，其中包括搞笑組合東方收音機的藤森慎吾、村上George、武井壯、Pē、Toman等藝能人，也有新宿二丁目的居民、Party people的辣妹、健美人士（Maccho29）和Cosplay辣妹等等。

## 宣傳
2016年7月13日，HKT48在福岡太陽宮大廳舉行的全國巡迴公演中公佈了選拔成員和站位，初次成為選拔成員的有井上由莉耶和田中優香，中心成員是2015年舉行的第2屆AKB48家族選秀會議中加入HKT48的松岡花，這是AKB48家族中首次由選秀2期生擔任單曲的中心成員。
2016年8月15日，HKT48在大分縣大分市的iichiko grand theatre舉行的全國巡迴最終公演中初次演唱單曲，同日晚上的公演也初次演唱了《夢一場》，已畢業的穴井千尋也有參與。2016年9月9日，HKT48在朝日電視台節目《Music Station》中初次電視節目演唱單曲。9月26日，HKT48在SHOWROOM出演了《HKT48第8張單曲最棒了唷特輯》。

## 反應
單曲SoundScan Japan於2016年9月5日至7日的統計中銷出約26.5萬張，暫列首位。在Oricon公信榜中，單曲首週銷量為27萬張，取得週榜冠軍，同時以8張單曲刷新了自己保持的「女子組合自出道單曲開始連續週榜第一位」的紀錄，大幅拋離第2位3張的NMB48，銷量也比上一張單曲，首週銷出23.9萬張的《給74億分之1的你》要多，次週銷量則以1.9萬銷量排在第4位，累計銷量約30萬張。在Japan Hot 100中，單曲首週銷出約33.5萬張，電台指標排第78位，Twitter轉載數則以約3.7萬排第7位，對比上一張單曲的電台指標為圈外，Twitter轉載數亦只是約1.5萬，支持度正穩步上揚。

## 歌曲列表

### TYPE-A
| CD   | CD                         | CD     | CD       | CD       | CD   |
| 曲序 | 曲目                       |        | 作曲     | 編曲     | 时长 |
| ---- | -------------------------- | ------ | -------- | -------- | ---- |
| 1.   | 最棒了唷                   | 秋元康 | 和泉一彌 | 野中雄一 | 4:34 |
| 2.   | 空耳搖滾（HKT48 Team TII） | 秋元康 | 杉山勝彥 | 若田部誠 | 5:00 |
| 3.   | 夢一場（穴井千尋與同伴們） | 秋元康 | 福田貴史 | 福田貴史 | 4:43 |
| 4.   | 最棒了唷 (Instrumental)    |        | 和泉一彌 | 野中雄一 | 4:34 |
| 5.   | 空耳搖滾 (Instrumental)    |        | 杉山勝彥 | 若田部誠 | 5:00 |
| 6.   | 夢ひとつ (Instrumental)    |        | 福田貴史 | 福田貴史 | 4:46 |
| 7.   | Secret Track               |        |          |          | 4:34 |

| DVD  | DVD                       | DVD      |
| 曲序 | 曲目                      | 導演     |
| ---- | ------------------------- | -------- |
| 1.   | 最棒了唷 Music Video      | ZUMI     |
| 2.   | 空耳搖滾 Music Video      | 中村太洸 |
| 3.   | 夢一場 Music Video        | 土屋隆俊 |
| 4.   | HKT48的團結修學旅行 Vol.1 |          |

### TYPE-B
| CD   | CD                               | CD     | CD       | CD       | CD   |
| 曲序 | 曲目                             |        | 作曲     | 編曲     | 时长 |
| ---- | -------------------------------- | ------ | -------- | -------- | ---- |
| 1.   | 最棒了唷                         | 秋元康 | 和泉一彌 | 野中雄一 | 4:34 |
| 2.   | 空耳搖滾（HKT48 Team TII）       | 秋元康 | 杉山勝彥 | 若田部誠 | 4:58 |
| 3.   | 把夜空的月亮吞下（HKT48 Team H） | 秋元康 | 市川裕一 | 野中雄一 | 3:56 |
| 4.   | 最棒了唷 (Instrumental)          |        | 和泉一彌 | 野中雄一 | 4:34 |
| 5.   | 空耳搖滾 (Instrumental)          |        | 杉山勝彥 | 若田部誠 | 4:58 |
| 6.   | 把夜空的月亮吞下 (Instrumental)  |        | 市川裕一 | 野中雄一 | 3:59 |
| 7.   | [Secret Track]                   |        |          |          | 4:34 |

| DVD  | DVD                          | DVD      |
| 曲序 | 曲目                         | 導演     |
| ---- | ---------------------------- | -------- |
| 1.   | 最棒了唷 Music Video         | ZUMI     |
| 2.   | 空耳搖滾 Music Video         | 中村太洸 |
| 3.   | 把夜空的月亮吞下 Music Video | 井上強   |
| 4.   | HKT48的團結修學旅行 Vol.2    |          |

### TYPE-C
| CD   | CD                            | CD     | CD       | CD       | CD   |
| 曲序 | 曲目                          |        | 作曲     | 編曲     | 时长 |
| ---- | ----------------------------- | ------ | -------- | -------- | ---- |
| 1.   | 最棒了唷                      | 秋元康 | 和泉一彌 | 野中雄一 | 4:34 |
| 2.   | 空耳搖滾（HKT48 Team TII）    | 秋元康 | 杉山勝彥 | 若田部誠 | 4:58 |
| 3.   | Go Bananas!（HKT48 Team KIV） | 秋元康 | Bagubea  | 水島康貴 | 4:08 |
| 4.   | 最棒了唷 (Instrumental)       |        | 和泉一彌 | 野中雄一 | 4:34 |
| 5.   | 空耳搖滾 (Instrumental)       |        | 杉山勝彥 | 若田部誠 | 5:00 |
| 6.   | Go Bananas! (Instrumental)    |        | Bagubea  | 水島康貴 | 4:11 |
| 7.   | [Secret Track]                |        |          |          | 4:34 |

| DVD  | DVD                       | DVD      |
| 曲序 | 曲目                      | 導演     |
| ---- | ------------------------- | -------- |
| 1.   | 最棒了唷 Music Video      | ZUMI     |
| 2.   | 空耳搖滾 Music Video      | 中村太洸 |
| 3.   | Go Bananas! Music Video   | 安藤隼人 |
| 4.   | HKT48的團結修學旅行 Vol.3 |          |

### 劇場版
| CD   | CD                                    | CD     | CD          | CD       | CD   |
| 曲序 | 曲目                                  |        | 作曲        | 編曲     | 时长 |
| ---- | ------------------------------------- | ------ | ----------- | -------- | ---- |
| 1.   | 最棒了唷                              | 秋元康 | 和泉一彌    | 野中雄一 | 4:34 |
| 2.   | 空耳搖滾（HKT48 Team TII）            | 秋元康 | 杉山勝產彥  | 若田部誠 | 4:58 |
| 3.   | 女孩啊，必須全力奔跑！（松岡花）      | 秋元康 | Airuton瀨名 | 吉岡大志 | 3:38 |
| 4.   | 最棒了唷 (Instrumental)               |        | 和泉一彌    | 野中雄一 | 4:34 |
| 5.   | 空耳搖滾 (Instrumental)               |        | 杉山勝彥    | 若田部誠 | 4:58 |
| 6.   | 女孩啊，必須全力奔跑！ (Instrumental) |        | Airuton瀨名 | 吉岡大志 | 3:41 |
| 7.   | [Secret Track]                        |        |             |          | 4:34 |

## 選拔成員

### 最棒了唷
（Center：松岡花）
- Team H：井上由莉耶、神志那結衣、指原莉乃、田島芽瑠、田中美久、松岡菜摘、兒玉遙、矢吹奈子
- Team KIV：多田愛佳、田中優香、淵上舞、本村碧唯、森保圓、宮脇咲良、朝長美櫻
- Team TII：松岡花

### 空耳搖滾
（Center：松岡花）
- Team TII：荒卷美咲、今村麻莉愛、栗原紗英、坂本愛玲菜、筒井莉子、外薗葉月、松岡花、村川緋杏、山內祐奈、山下艾米麗

### 夢一場
（Center：穴井千尋）
- Team H：指原莉乃、田中菜津美、松岡菜摘、若田部遙、兒玉遙
- Team KIV：今田美奈、植木南央、多田愛佳、熊澤世莉奈、下野由貴、深川舞子、村重杏奈、本村碧唯、森保圓、宮脇咲良
- 前成員：穴井千尋

### 把夜空的月亮吞下
（Center：兒玉遥、指原莉乃）
- Team H：秋吉優花、井上由莉耶、宇井真白、上野遙、岡本尚子、神志那結衣、駒田京伽、坂口理子、指原莉乃、田島芽瑠、田中菜津美、田中美久、松岡菜摘、山田麻莉奈、山本茉央、若田部遙、兒玉遙、矢吹奈子

### Go Bananas!
（Center：宮脇咲良）
- Team KIV：今田美奈、岩花詩乃、植木南央、多田愛佳、熊澤世莉奈、下野由貴、田中優香、冨吉明日香、深川舞子、淵上舞、村重杏奈、本村碧唯、森保圓、宮脇咲良、朝長美櫻

### 女孩啊，必須全力奔跑！
- Team TII：松岡花

## 外部連結
- （日語）最高かよ （页面存档备份，存于） - HKT48 OFFICIAL WEB SITE
- （日語）（页面存档备份，存于） 最高かよ[TYPE-A]
- （日語）最高かよ[TYPE-B]
- （日語）最高かよ[TYPE-C]
- （日語）YouTube上的【MV】最高かよ（Short ver.） / HKT48[公式]
- （日語）YouTube上的「最高かよ」スピンオフMV 『最強!合いの手教則ビデオ』 / HKT48[公式]